# Liste der Baudenkmale in Sustrum
In der Liste der Baudenkmale in Sustrum sind alle Baudenkmale der niedersächsischen Gemeinde Sustrum aufgelistet. Die Quelle der Baudenkmale ist der Denkmalatlas Niedersachsen. Der Stand der Liste ist der 14. Dezember 2020.

## Allgemein
In den Spalten befinden sich folgende Informationen:
- Lage: die Adresse des Baudenkmales und die geographischen Koordinaten. Kartenansicht, um Koordinaten zu setzen. In der Kartenansicht sind Baudenkmale ohne Koordinaten mit einem roten Marker dargestellt und können in der Karte gesetzt werden. Baudenkmale ohne Bild sind mit einem blauen Marker gekennzeichnet, Baudenkmale mit Bild mit einem grünen Marker.
- Bezeichnung: Bezeichnung des Baudenkmales
- Beschreibung: die Beschreibung des Baudenkmales. Unter § 3 Abs. 2 NDSchG werden Einzeldenkmale und unter § 3 Abs. 3 NDSchG Gruppen baulicher Anlagen und deren Bestandteile ausgewiesen.
- ID: die Objekt-ID des Baudenkmales
- Bild: ein Bild des Baudenkmales, ggf. zusätzlich mit einem Link zu weiteren Fotos des Baudenkmals im Medienarchiv Wikimedia Commons. Wenn man auf das Kamerasymbol klickt, können Fotos zu Baudenkmalen aus dieser Liste hochgeladen werden:

## Sustrum

### Gruppe: Emslandlager Neusustrum
Die Gruppe „Emslandlager Neusustrum“ hat die ID 35900329.

| Lage                                    | Bezeichnung | Beschreibung                     | ID       | Bild           |
| --------------------------------------- | ----------- | -------------------------------- | -------- | -------------- |
| Teichstraße 52° 54′ 7″ N, 7° 10′ 12″ O  | Park        | KZ Neusustrum als Emslandlager V | 35945649 | Weitere Bilder |
| Teichstraße 52° 54′ 9″ N, 7° 10′ 10″ O  | Denkmal     | Emslandlager V (KZ Neusustrum)   | 35945706 |                |
| Teichstraße 52° 54′ 9″ N, 7° 10′ 13″ O  | Wegesystem  | Emslandlager V (KZ Neusustrum)   | 35945736 |                |
| Teichstraße 52° 54′ 16″ N, 7° 10′ 13″ O | Baumbestand | Emslandlager V (KZ Neusustrum)   | 35945763 |                |
| Teichstraße 52° 54′ 13″ N, 7° 10′ 11″ O | Teich       | Lagerteich                       | 35945678 | Weitere Bilder |

### Einzelbaudenkmale
| Lage                                    | Bezeichnung              | Beschreibung | ID       | Bild           |
| --------------------------------------- | ------------------------ | --- | -------- | -------------- |
| Hauptstraße 52° 54′ 39″ N, 7° 17′ 0″ O  | Kirche                   | Die katholische Kirche St. Nikolaus Sustrum wurde 1923 erbaut. Die Ausstattung stammt aus der Kirche in Rhede. Der Altar stammt wahrscheinlich von Jöllemann, es ist ein zweigeschossiger Altar mit einem Kreuzigungsbild und vielen Figuren. Entstanden ist der Altar zu Beginn des 18. Jahrhunderts. | 35945571 | Weitere Bilder |
| Brinkstraße 52° 54′ 42″ N, 7° 17′ 7″ O  | Wohn-/Wirtschaftsgebäude | Datenfehler: Das Gebäude befindet sich nicht an der Brinkstraße, sondern am Emsweg | 35945545 | BW             |
| Hauptstraße 52° 54′ 36″ N, 7° 16′ 41″ O | Wegekapelle              | Datenfehler: An der angegebenen Stelle befindet sich keine Wegekapelle, sondern eine Bushaltestelle | 35945598 | BW             |

## Neusustrum

### Einzelbaudenkmale
| Lage                                  | Bezeichnung | Beschreibung | ID       | Bild |
| ------------------------------------- | ----------- | ------------ | -------- | ---- |
| Dorfstraße 52° 53′ 23″ N, 7° 13′ 9″ O | Kirche      |              | 35945517 | BW   |